# Сёни (род)
Род Сёни (яп. 少弐氏 Сё:ни-си) — японский самурайский род периодов Камакура, Муромати и Сэнгоку и Эдо в XII—XVI веках.

## История
Род Сёни вёл своё происхождение от могущественного рода регентов Фудзивара. Многие представители этого рода занимали высокие государственные посты на острове Кюсю.
Еще до периода Камакура (1185—1333) члены рода Сёни входили в состав государственного аппарата на острове Кюсю (дадзайфу), носили звание «младший советник».
Когда сёгун Минамото Ёритомо установил свою власть в Камакуре в 1185 году, он реорганизовал администрацию на острове Кюсю. Была введена должность «тиндзэй бугё» (яп. 鎮西奉行), специальный уполномоченный для защиты запада, который должен был наблюдать за защитой острова Кюсю. Род Сёни лишился своего былого влияния, но по-прежнему сохранили за собой другие важные посты в регионе. Представители занимали должности сюго (военных губернаторов) провинций Тикудзэн и Хидзэн, имели звание «гокэнин», то есть были непосредственным вассалами сёгунов.
В 1274 и 1281 годах члены родов Сёни дважды играли важную роль в защите острова Кюсю от монгольского нашествия. Позднее в XIV веке род Сёни вступил в союз с Асикагой Такаудзи и Северным Двором.
В XIV—XV веках род Сёни неоднократно терпел поражения от рода Оути. Члены рода Сёни постепенно теряли свои владения. В середине XVI века род Сёни был уничтожен родом Рюдзодзи.

## Представители рода
- Сёни Фунэсукэ (1226—1289), участник отражения монгольских нападений
- Сёни Кагэсукэ (ум. 1285), также участвовал в отражении монгольского флота
- Сёни Ёрихиса, участник войн периода Намбоку-тё
- Сёни Сукэмото (1497—1532), вступил в союз с родом Отомо и нанес поражение роду Оути
- Сёни Токинао (1529—1559), 17-й (последний) глава рода, сын и преемник Сукэмото, потерпел два поражения от своего вассала Рюдзодзи Таканобу и вынужден был совершить самоубийство.